# Hondenslee

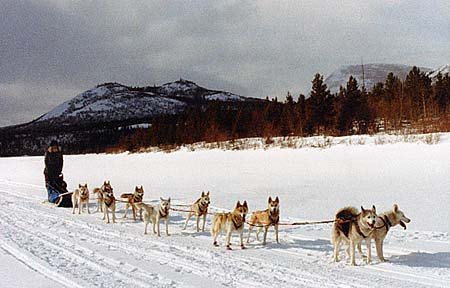
hondenslee

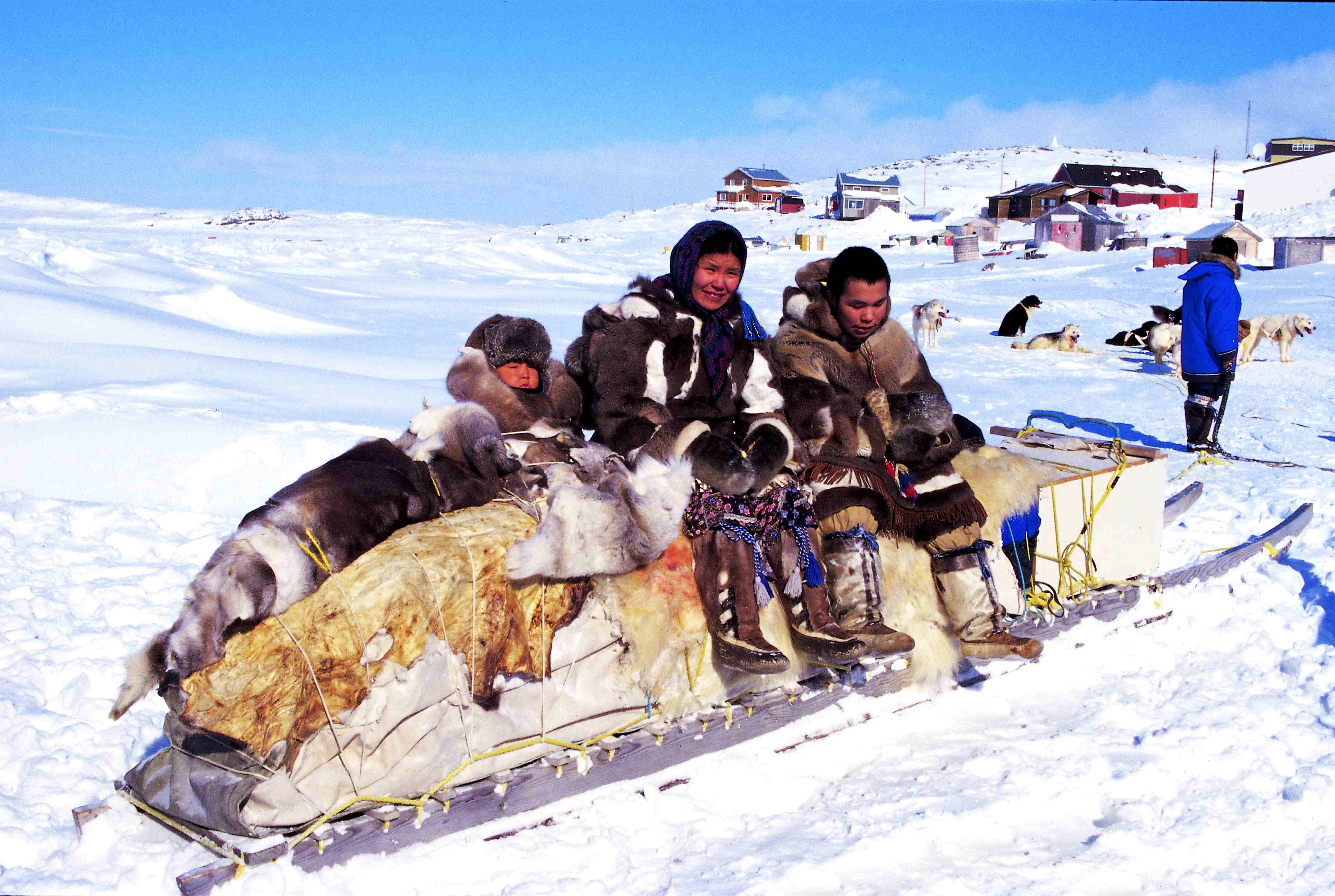
qamutik

Een hondenslee is een slee die wordt voortgetrokken door honden.
Honden die hiervoor geschikt zijn, zijn de Siberische husky, de Alaska-malamute, de Samojeed en de zogenaamde Groenlandse hond. Met name in Nederland geldt de wet op het trekhondenbesluit, die vastlegt welke rassen honden sleden mogen trekken. 
In het buitenland worden, buiten de FCI goedgekeurde sledehonden, ook Alaskan Husky's en kruisingen ingezet. Vooral deze kruisingen, die veelal bestaan uit jachthondachtigen, zijn enorm in opkomst. 

Met de hondenslee worden diverse races gehouden. De bekendste is de Iditarod Trail Sled Dog Race over een afstand van 1600 kilometer door Alaska van de plaatsen Anchorage naar Nome. De race duurt meerdere dagen.
Ook in Nederland en België wordt met honden geracet. Omdat hier doorgaans geen sneeuw ligt, trekken de honden karretjes.
Meestal wordt er met een speciaal gebouwde 4-wieler of quad getraind.

De Nederlander Roderick Glastra is in 2009 en 2010 wereldkampioen sledehondenrennen geworden. 

## Qamutik
Een qamutik is een traditionele hondenslee gebruikt door de Inuit. 